# Koloniale Tuin
De Koloniale Tuin is een park gelegen in de Belgische stad Brussel naast het Koninklijk Park van Laken. Het terrein werd in 1905 aangekocht door koning Leopold II om zijn exotische plantencollectie uit Congo onder te brengen omdat de serres van Stuyvenberg te klein waren geworden.
In het park bevindt zich een cottage in Normandische stijl die gebouwd werd in opdracht van Leopold II naar plannen van architect Haneau. Toen het terrein eigendom werd van de Belgische staat verhuisden de exotische planten naar de Plantentuin van Meise. Daarna werden in de Koloniale Tuin bloemen gekweekt voor officiële manifestaties waaronder Expo 58. In 1964 werd de Koloniale Tuin een openbaar park en in 1978 werd het terrein volledig opgeknapt.
De Koloniale Tuin heeft 3 ingangen: 
- Sobieskilaan
- Witte-Acacialaan
- Ebbebomenlaan

Net ten zuiden van de Koloniale Tuin ligt het Sobieskipark, dat vroeger ook deel uitmaakte van de koninklijke tuinen van Leopold II.